# Ga bệnh viện Bhumiphol Adulyadej BTS

Bảng hiệu ga Bhumibol Adulyadej

Ga bệnh viện Bhumibol Adulyadej (tiếng Thái: สถานีโรงพยาบาลภูมิพลอดุลยเดช RTGS: Sathani Rong Phayaban Phumiphon Adunyadet) là một ga BTS Skytrain, trên Tuyến Sukhumvit ở Băng Cốc, Thái Lan. Nó nằm đối diện Bệnh viện Bhumibol Adulyadej. Nhà ga là một phần trong đoạn mở rộng phía Bắc của Tuyến Sukhumvit và được mở cửa vào ngày 16 tháng 12 năm 2020, một phần của giai đoạn 4.